# David La Haye
David La Haye est un acteur québécois né le 19 avril 1966.

## Filmographie

### Cinéma
- 1989 : Dans le ventre du dragon : Lou
- 1991 : Nelligan : Arthur de Bussières
- 1992 : La Fenêtre : Jeune homme italien
- 1992 : La Bête de foire : Grégoire
- 1993 : Les Amoureuses : Bernard
- 1995 : L'Enfant d'eau : Émile
- 1996 : Cosmos : Morille
- 1997 : La Conciergerie : Charles Bass
- 1998 : L'Invitation : Frédéric
- 1998 : Hasards ou Coïncidences : Le voleur
- 1998 : Le Violon rouge : Handler (Montréal)
- 1999 : Full Blast : Steph
- 2000 : L'Invention de l'amour : Antoine
- 2000 : Méchant party : Sylvain
- 2001 : Anazapta : Jacques
- 2001 : Un crabe dans la tête : Alex
- 2003 : Tempo : Bayliss
- 2003 : Prisonniers du temps (Timeline) : Arnaut's Deputy
- 2004 : Ginger Snaps : Aux origines du mal (Ginger Snaps Back: The Beginning) : Claude
- 2004 : Nous étions libres (Head in the Clouds) : Lucien
- 2004 : Nouvelle-France : François le Gardeur
- 2005 : La Vie avec mon père : Patrick
- 2006 : La Belle Bête : Lanz
- 2006 : First Bite : Gus
- 2007 : Bluff : Serge
- 2007 : Chaiya : Carlos
- 2008 : Modern Love : François
- 2008 : Dirty Money l'infiltré : Simon Wenger
- 2010 : Cargo, les hommes perdus : Jo
- 2012 : J'espère que tu vas bien : Dave
- 2013 : J'espère que tu vas bien 2 : Dave
- 2014 : Big Muddy (en) : Donovan Fournier
- 2015 : Aurélie Laflamme : Les Pieds sur terre : Louis Brière
- 2015 : L'Origine des espèces : Pascale Laforêt
- 2016 : L'Autre côté de novembre (The Other Side of November) : Dr Michel
- 2017 : Mohawk : Jean Robichau
- 2017 : Hochelaga, terre des âmes : Alexis Leblanc
- 2017 : All You Can Eat Bouddha : Jean-Pierre Villeneuve / J.-P. Newtown
- 2017 : Un drôle de mariage (Another Kind of Wedding) : Roy
- 2022 : Arlette de Mariloup Wolfe : Paul Girouard
- 2022 : Confessions de Luc Picard : Donald « Dolly » Lemaire
- 2023 : Frame de JP Charlebois & Myraï : Charles
- 2024 : Witchboard de Chuck Russell

### Télévision
- 1989 : Chambres en ville (série TV) : Alain
- 1992 : Montréal P.Q. (série TV) : Edmond Brisebois
- 1993 : Blanche (mini-série TV) : Napoléon
- 1994 : Les Duchesnay : La Glace et le Feu (téléfilm de Richard Martin) : Christopher Dean
- 1996 : Urgence (série TV) : Dr Christian Richard
- 1997 : Omertà II - La loi du silence (série TV) : Rick Bonnard
- 2000 : Nuremberg (feuilleton TV) : Kurt Kauffmann
- 2000 : The Courage to Love (en) (TV) : Father Rousselon
- 2001 : Fortier (série TV) : André Poupart
- 2002 : Napoléon (mini-série TV) : Duc d'Enghien
- 2006 : Marie-Antoinette (TV) : Cardinal de Rohan
- 2008 : Nos étés (série TV) : Robert Forget
- 2008 : Changing Climate, Changing Times (TV) : Niels Meister
- 2010-2011, 2016 : Mirador (série TV) : Luc Racine
- 2011 : John A. : La Naissance d'un pays (John A. : Birth of a Country) (TV) : George-Étienne Cartier
- 2013 : Mon meilleur ami (mini-série TV) : Simon Gauvin
- 2015 : Le Chalet (série TV) : Benoît
- 2017 : District 31 (série TV) : Gabriel / Robert Bazin
- 2017 : Blue Moon (série TV) : Vincent Morel
- 2019 : Les Pays d'en haut : curé Caron[1]
- 2024 : Stat: Jérome Dumont

## Distinctions

### Nominations
- Nomination pour le Jutra du meilleur acteur en 2001 pour Full Blast
- Nomination pour le Prix Génie pour le meilleur acteur en 2002 pour Un crabe dans la tête
- Nomination pour le Prix Jutra du meilleur acteur en 2002 pour Un crabe dans la tête
- Nomination pour le Jutra du meilleur acteur en 2005 pour Nouvelle-France